# NGC 134
NGC 134 è una galassia a spirale nella costellazione dello Scultore.
Si individua 20' a SW della stella rossa η Sculptoris; è visibile con un telescopio di piccole dimensioni, nel quale si presenta come un fuso allungato in senso NW-SE. Nucleo e bracci sono molto luminosi, ma essendo questi ben avvolti, occorrono ingrandimenti maggiori ai 200 mm per osservarne i dettagli. La sua distanza dalla Via Lattea è stimata in circa 60 milioni di anni-luce.
 NGC 134 dà il nome al Gruppo di NGC 134, un gruppo di galassie di cui fanno parte le galassie NGC 115, NGC 131, NGC 148, IC 1554, IC 1555 e PGC 2044.
In questa galassia è stata osservata la supernova SN 2009gj, di tipo IIb, scoperta da un astronomo amatoriale neozelandese e confermata successivamente ai raggi X tramite il telescopio spaziale Swift.